# 喜連瓜破出入口
喜連瓜破出入口（きれうりわりでいりぐち）は、大阪府大阪市平野区の阪神高速道路14号松原線の出入口。環状線方面のみ接続するハーフICである。14号松原線が全線供用開始した1980年（昭和55年）3月1日から約1か月半後の、1980年（昭和55年）4月17日に当出入口が開通された。
老朽化に伴う喜連瓜破付近の橋梁架け替え工事に伴い、喜連瓜破出入口 - 三宅JCT間が2022年（令和4年）6月1日から2024年（令和6年）12月7日まで長期間通行止めとなっていた。
2025年（令和7年）6月24日より入口料金所がETC専用になっている。

## 料金所

### 喜連瓜破料金所
- ブース数：2
  - ETC専用：1
  - サポート：1

## 周辺
- 平野区役所瓜破出張所
- 地下鉄谷町線喜連瓜破駅
- 大阪市設瓜破霊園
- 瓜破天神社
- 式内楯原神社
- 八坂神社
- 中臣須牟地神社

## 隣
阪神高速14号松原線
(14-05) 平野出入口 - (14-06) 喜連瓜破出入口 - 瓜破TB - (14-07) 三宅出入口